# 황상무
황상무(黃相武, 1963년 7월 18일 ~ )는 대한민국의 전직 언론인 출신 정치인이다. 정계 입문 이전에는 KBS에서 오랫동안 기자 생활을 하였다.

## 학력
- 효제초등학교
- 춘천중학교
- 춘천고등학교
- 서울대학교 신문학과 학사
- 서울대학교 대학원 신문방송학 석사

## 경력
- 1991년 : KBS 한국방송공사 보도본부 기자 입사
- 1992년 ~ 1993년 : KBS춘천방송총국 기자
- 1993년 ~ 1994년 : KBS 보도국 편집부 기자
- 1994년 ~ 1996년 : KBS 보도국 사회부 기자
- 1996년 ~ 1997년 : KBS 보도국 통일부 기자
- 1997년 ~ 1999년 : KBS 보도국 정치부 기자
- 1999년 : KBS 보도국 법조팀 기자
- 2000년 ~ 2007년 : KBS 보도국 사회1부 기자
- KBS 보도본부 1TV뉴스제작팀 차장대우
- 2007년 ~ 2010년 : KBS 뉴욕 특파원
- 2013년 ~ 2014년 : KBS 보도본부 보도국 사회1부 부장
- KBS 방송문화센터 연구위원
- 2017년 12월 : 춘천고 출신 재경언론인 모임 회장
- 2018년 ~ 2020년 : KBS 보도본부 기자
- 2020년 : KBS보도본부 라디오뉴스제작팀 라디오 뉴스 제작팀 기자
- 2020년 11월 9일 : KBS 퇴사[1]
- 2020년 : (주)더존테크핀 대표이사
- 더존B&F 대표이사 사장
- 명재포럼 의장
- 2021년 12월 ~ 2022년 3월: 국민의힘 강원을 살리는 선거대책위원회 선거대책위원회 의장단 의장
- 2021년 12월 ~ 2022년 1월: 국민의힘 살리는 선거대책위원회 중앙선거대책위원회 언론전락기획단장
- 2022년 1월 ~ 2022년 3월: 국민의힘 제20대 대통령선거 선거대책본부 언론전락기획단장
- 8회 지선 김진태 강원도지사 후보 선대위원장
- 2022년 12월 ~ 2023년 3월: 국민의힘 당대표 및 최고위원 선출을 위한 중앙당 선거관리위원회 위원
- 한국정보산업연합회 상근부회장
- 2023년 12월 ~ 2024년 3월: 대통령비서실 시민사회수석
- 2024년 9월 ~ : 백석예술대학교 부총장

## 진행
| 연도      | 방송사   | 제목              | 담당 | 비고                                           |
| --------- | -------- | ----------------- | ---- | ---------------------------------------------- |
| 2001~2002 | KBS1     | KBS 뉴스 9        | 앵커 | 주말, 2001년 2월 17일 ~ 2002년 3월 3일         |
| 2015~2018 | KBS1     | KBS 뉴스 9        | 앵커 | 평일, 2015년 1월 1일 ~ 2018년 4월 13일         |
| 2002~2007 | KBS1     | KBS 뉴스광장      | 앵커 | 평일, 토요일, 2002년 3월 5일 ~ 2007년 4월 27일 |
| 2011~2012 | KBS1     | 일요진단          | 사회 |                                                |
| 2014      | KBS1     | 시사진단          | 사회 |                                                |
| 2024~     | KBS Life | 경제 스포트라이트 | 진행 |                                                |

## 저서
- 2012년 10월 24일 글로벌 경제위기와 인간군상 (ISBN 9788997007189)

## 수상 경력
- 2006년 제33회 한국방송대상 올해의 방송인상 앵커부문